# Pero campinaria
Pero campinaria là một loài bướm đêm trong họ Geometridae.